# Gulddysse
Der Gulddysse (deutsch Golddolmen – auch Værebro Gulddysse genannt) liegt am Gulddyssevej, nördlich von Gundsømagle bei Roskilde, auf der dänischen Insel Seeland. Er ist eine Megalithanlage der Trichterbecherkultur (TBK), die zwischen 3500 und 2800 v. Chr. errichtet wurde.

## Beschreibung
Der Gulddysse ist ein Langdysse in einem etwa 36,0 × 10,0 m messenden Hünenbett mit einem Kammerrest bestehend aus drei Tragsteinen und dem Deckstein. Erhalten sind 25 Randsteine des Hünenbettes und die Vertiefung einer entfernten Kammer.
Um Gundsømagle liegen auch die Dolmen Thoradysse, Hødysse und Hovdysse.